# Grand Theft Auto (joc video)
Grand Theft Auto (prescurtat adesea ca GTA) este un joc video de acțiune-aventură dezvoltat de DMA Design (în prezent Rockstar North) și publicat de BMG Interactive. Jocul a fost inițial lansat pentru MS-DOS și Microsoft Windows în octombrie 1997 în America de Nord și Europa, urmând să fie lansat și pentru PlayStation în decembrie 1997 în Europa și iunie 1998 în America de Nord. Jocul este primul titlu din seria Grand Theft Auto, care constă în prezent din 5 jocuri principale, cu încă 10 jocuri adiționale sau expansiuni, și este una dintre cele mai populare și controversate serii de jocuri video din toate timpurile. O versiune pentru Game Boy Color a fost lansată ulterior în 1999 de Rockstar Games, care va deveni principalul dezvoltator al restului jocurilor din serie.
Asemănător cu viitoarele titluri din serie, jocul oferă foarte multă libertate jucătorului, care își asumă rolul unui criminal din trei orașe fictive ale Statelor Unite, inspirate de unele reale, pe măsură ce lucrează pentru diverși alți criminali, lideri de bande și oameni corupți pentru a crește tot mai mult pe scara socială, realizând numeroase misiuni care constau în jafuri, asasinări și alte crime pentru respectivele organizații criminale. În afara misiunilor, jucătorul poate să exploreze liber lumea jocului, câștigând puncte pe măsură ce cauzează mai multă distrugere.
Jocul ar fi trebuit inițial să se numească "Race N Chase", dar proiectul a fost mai târziu abandonat din cauza unor probleme de producție. Varianta pentru PC a fost livrată sub formă de executabile pentru DOS și MS-Windows, care foloseau un singur set de fișiere (excepție făcând versiunea de 8 biți pentru DOS care folosea fișiere diferite dar grafica era similară). S-a încercat și o transpunere pentru Nintendo 64 dar a fost anulată în scurt timp, fără să apuce să iasă pe piață. A fost esențială transpunerea jocului pentru PlayStation, versiune care aduce noutăți grafice și noi nivele jocului original.

## Gameplay
Grand Theft Auto este un joc de acțiune-aventură, jucat dintr-o perspectivă 2D (camera fiind poziționată deasupra jucătorului), și compus dintr-o serie de 6 niveluri, împărțite în trei orașe diferite. În fiecare nivel, principalul obiectiv al jucătorului este să adune un număr de puncte, obținute de regulă prin a completa diferite misiuni pentru sindicatele criminale din orașul respectiv. Fiecare misiune este inițiată la un telefon public și are o serie de obiective unice. Fiecare misiune completată îi oferă jucătorului cu puncte și posibilitatea de a încerca misiuni mai grele pentru recompense mai mari, în timp ce eșuarea unei misiuni îl recompensează pe jucătoru cu mai puține puncte și chiar îl poate previne din a încerca anumite misiuni viitoare. Completarea misiunilor mărește și "multiplicatorul" jucătorului, ceea ce mărește numărul de puncte pe care jucătorul le va primi din următoarea misiune. Când jucătorul atinge un anumit număr de puncte (marcat de bani și de regulă $1.000.000, deși crește pentru nivelurile următoare), următorul nivel al jocului este deblocat.
În joc există opt personaje jucabile, patru bărbați și patru femei: Travis, Troy, Bubba, Kivlov, Ulrika, Katie, Divine și Mikki (versiunea de PlayStation a jocului include doar cele patru personaje masculine). În jocul propriu-zis, nu există nicio diferență reală, deoarece toate personajele jucător poartă aceeași salopetă galbenă, deși poartă pantaloni de culori diferite și au și alte trăsături diferite, precum culoarea părului sau a pielii. Jucătorii pot, de asemenea, să dea un nume personajului care, dacă este introdus corect, poate reprezenta un cod secret și modifică jocul în anumite aspecte.
Jucătorul este liber să facă tot ce își dorește, dar are viață limitată în acest sens. Jucătorul poate câștiga puncte provocând moartea și distrugerea pe fondul traficului din oraș sau poate fura și vinde mașini pentre profit. Pentru a ajunge la suma mare de bani necesară pentru a finaliza un nivel, jucătorii vor opta, de obicei, să facă misiunile, deoarece îi vor recompensa mult mai generos și le mărește și multiplicatorul. Unele fapte penale au un multiplicator inerent; de exemplu, utilizarea unei mașini de poliție pentru a trece peste oameni dublează numărul de puncte primite. Dacă jucătorul este arestat, atunci multiplicatorul lor este redus la jumătate. Spre deosebire de jocurile ulterioare din serie, jucătorul poate fi ucis sau „wasted”, într-o singură lovitură dacă nu poartă armură pentru corp. Dacă jucătorul este ucis, atunci își pierde o viață, numărul de vieți fiind limitat. În ambele cazuri, jucătorul își va pierde echipamentul curent. Dacă jucătorul este omorât de prea multe ori, atunci va trebui să ia nivelul de la început.
Chiar și în timpul misiunilor, jucătorul are un nivel ridicat de libertate, putând să aleagă drumul până la destinație, mașina sau armele. Tocmai această libertate de alegere a diferențiat jocul Grand Theft Auto de alte jocuri pe calculator în acea perioadă. Versiunea de PC a jocului include un mod de joc multiplayer, prin intermediul IPX, deși anumite zone din joc tot trebuiesc deblocate prin completarea misiunilor. 

## Plasare

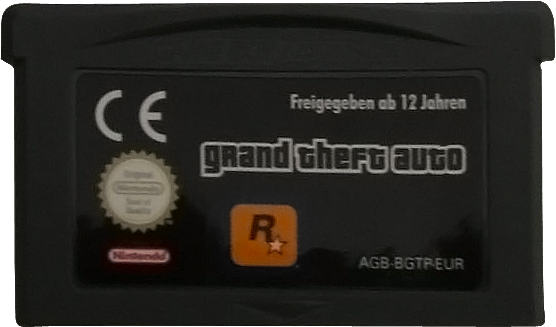
Cartuș GTA Advance

Acțiunea jocului are loc în anul 1997, în trei orașe fictive americane, ce sunt toate inspirate de unele reale: Liberty City (New York City), San Andreas (Los Angeles) și Vice City (Miami). Toate trei orașele suferă de un nivel ridicat de crimă și corupție, cu lupte ocazionale dintre sindicatele criminale locale, acte de violență aleatorii între bandele stradale, ucideri și jafuri organizate, și ofițeri de poliție și alți oficiali corupție.
Aceste trei orașe vor reprezenta principala plasare pentru toate jocurile viitoare din serie (cu excepția expansiunilor Grand Theft Auto: London 1969 și 1961, ce au loc într-o versiune fictivă a orașului Londra, și Grand Theft Auto 2, ce are loc într-o metropolă futuristă intitulată Anyhwere City). Orașele vor suferi numeroase modificări în funcție de cele trei universuri în care este împărțită seria: GTA, GTA London și GTA 2 formează universul 2D, datorită graficilor lor 2D; Grand Theft Auto III, Grand Theft Auto: Vice City, Grand Theft Auto: San Andreas, Grand Theft Auto: Advance, Grand Theft Auto: Liberty City Stories și Grand Theft Auto: Vice City Stories formează universul 3D, deoarece seria a trecut la un motor grafic 3D (cu excepția lui GTA Advance, care folosește tot un motor grafic 2D); iar Grand Theft Auto IV, expansiunile sale Grand Theft Auto: The Lost and Damned și Grand Theft Auto: The Ballad of Gay Tony, Grand Theft Auto: Chinatown Wars și Grand Theft Auto V formează universul HD, datorită graficilor moderne și mult mai avansate (deși Chinatown Wars are tot un motor grafic 2D, dar vizibil superior comparativ cu primele jocuri din serie).
Liberty City va mai apărea în majoritatea jocurilor din universul 3D, ci anume GTA III, GTA Advance și GTA Liberty City Stories, deși ca un oraș complet diferit, asemănându-se mult mai puțin cu New York, precum și în GTA IV, The Lost and Damned, The Ballad of Gay Tony și Chinatown Wars, acum o copie aproape fidelă a orașului din viața reală. Vice City este plasarea lui GTA Vice City și GTA Vice City Stories, în timp ce San Andreas mai apare în GTA San Andreas și GTA V, deși a fost reimaginat ca o copie a orașului Los Angeles și cuprinde în plus o zonă vastă de sălbăticie și deșert în jur, fiind un adevărat stat; în San Andreas, statul mai cuprinde alte două orașe fictive, ci anume San Fierro (San Francisco) și Las Venturas (Las Vegas).

## Coloana Sonoră
Grand Theft Auto are o mică selecție de 'posturi de radio' care pot fi auzite atunci când jucătorul intră în mașină, fiecare mașină are un număr limitat de posturi de radio (de obicei 12 dar, unele mașini au numai 11). În versiunea pentru Playstation fiecare mașină are numai un singur post de radio.
De asemenea, în varianta pentru Playstation, discul pe care vine jocul poate fi înlăturat și jucătorul poate introduce un CD audio cu muzica favorită.
Coloana sonoră este listată în cărticica livrată odată cu jocul:
Nigga PK-FM (Hip-Hop/Rap)
Da Shootaz - Grand Theft Auto (aka Joyride)
Slumdick - This Life
CCC - Blow Your console
Radio '57 FM (Funk/Retro)
Ghetto Fingers - On The Move
Ashtar - Aori
Stylus Exodus - Fuckin' Duckin'
Head Shop Radio FM (Pop Rocks)
Reality Bubble - Days Like These
Meme Traders - Automatic Transmission
Ohjaamo - Complications
Mr.Fix it FM (Techno/Apartment)
Animal Testing Centre - DSP
Rotorman - Ride
Technophiliak - Lagerstar
It's Leashed AM (Alternative/Soft Jazz)
Ducky Sucky - 1 Letter Hate
The Pussys - Let It In
Bleeding Thumb - Just Sing It
The Furry Squirrel Show FM (Country)
Sideways Hank O'Malley (and The Alabama Bottle Boys) - The Ballad of Chapped Lip Calquhoun
Madison Ave. Aboveground FM (Trance)
Retrograde - Benzoate
Government Listening Post - E104
Trancefer - Figiwhiz
Almanac 10.5 FM (New world fusion)
Icamara - Password
Krrammer - Soul at home
Terayon - G-1050
B1vzfsg!c y hxg!violente și înjurăturile din joc.

## Recepție
Jocul a fost cel mai bine vândut în Regatul Unit. Până în noiembrie 1998, versiunile pentru calculator și PlayStation ale jocului au vândut împreună peste 1 milion de copii. La festivalul Milia din 1999 în Cannes, jocul a primit un premiu de "Aur" pentru vânzări în valoare de peste 17 milioane de euro în Uniunea Europeană în 1998. Jocul a fost un succes comercial, deși a avut parte de recenzii mixte la lansare.
Recenzia din 1998 a lui GameSpot a spus că, deși graficile pot părea "puțin cam simple", muzica și efectele de sunet sunt chiar opusul, lăudând posturile de radio și efectele de sunete folosite atât în vehicule, cât și în afară. Ei au lăudat, de asemenea, libertatea pe care o oferă jucătorului, spunând că o preferă în locul celor în care trebuie să urmărești un scenariu fix și să completezi misiuni specifice într-o ordine specifică.
IGN a criticat graficile, spunând că sunt "destul de inferioare" și învechite. Ei au fost, de asemenea, neimpresionați de "programarea și designul făcute în grabă", inclusiv controalele. În general, jocul a fost considerat a fi plin de probleme care ar fi putut fi ușor reparate.
Next Generation au făcut o recenzie a versiunii de PC a jocului, dându-i 4 stele din 5 și spunând că "Este ușor să acuzi Grand Theft Auto că ar fi doar stil și lipsit de esență, dar acuzațiile nu sunt solide. Bineînțeles, nu ignorăm toate greșelile din el, dar este indubitabil că jocul în sine este bine executat și destul de plăcut".